# DEAD OR ALIVE (angelaの曲)

『DEAD OR ALIVE』（デッド オア アライブ）は、音楽ユニット・angelaの25作目のシングル。2015年11月11日にスターチャイルドから発売された。

## 概要
- 前回シングル「騎士行進曲」から約7ヶ月ぶりのリリース。
- angelaの楽曲のうち、スターチャイルドからリリースされた最後のシングルである。
- 発売を記念して、angelaの冠番組『angelaのsparking!talking!show!』にて「カッツ オア アツイブ」というコーナーが行われた。

## 収録曲
[CD]
| 全作詞: atsuko、全作曲: atsuko・KATSU、全編曲: KATSU。 |                                   |        |               |      |
| #                                                      | タイトル                          | 作詞   | 作曲・編曲    | 時間 |
| 1.                                                     | 「DEAD OR ALIVE」                 | atsuko | atsuko・KATSU | 4:44 |
| 2.                                                     | 「ホライズン」                    | atsuko | atsuko・KATSU | 4:20 |
| 3.                                                     | 「DEAD OR ALIVE」(Off Vocal Ver.) | atsuko | atsuko・KATSU | 4:44 |
| 4.                                                     | 「ホライズン」(Off Vocal Ver.)    | atsuko | atsuko・KATSU | 4:20 |
| 合計時間:                                              | 合計時間:                         | 18:08  |               |      |

[Blu-ray]
･初回限定盤のみ収録
| #  | タイトル                        | 作詞 | 作曲・編曲 |
| -- | ------------------------------- | ---- | ---------- |
| 1. | 「『DEAD OR ALIVE』Music clip」 |      |            |

## 楽曲解説
1. DEAD OR ALIVE
「蒼穹のファフナーEXODUS」第二クールオープニング
  - タイトルは「生死を問わない」という意味ではなく「生きるか死ぬか」[1]。
  - 第一クールオープニング『イグジスト』につづき、過去のファフナー楽曲を思わせる楽曲。間奏後の「輝く蒼穹は」の部分は歌詞、メロディーともに『Shangri-La』、間奏中の「Forrow me Forrow you」というフレーズは『イグジスト』と同じになっている。
  - アニメ内でのオープニング映像では、第一期のオープニングのリメイクがなされている。
2. ホライズン
「蒼穹のファフナーEXODUS」エンディング

## 収録アルバム
- 「DEAD OR ALIVE」
  - オリジナルアルバム『LOVE & CARNIVAL』（#1）（2016年8月31日）
  - ベスト・アルバム『angela all time best 2010-2017』（ディスク2-#8）（2018年10月24日）
  - 『蒼穹のファフナー ALL SONGS』([CD2]-#8)
- 「ホライズン」
  - オリジナルアルバム『LOVE & CARNIVAL』（#12）（2016年8月31日）
  - ベスト・アルバム『angela all time best 2010-2017』（ディスク2-#9）（2018年10月24日）
  - 『蒼穹のファフナー ALL SONGS』([CD2]-#9)